# Proerginus
Genre
Proerginus est un genre d'opilions laniatores de la famille des Cosmetidae.

## Distribution
Les espèces de ce genre se rencontrent en République dominicaine, au Pérou et en Équateur.

## Liste des espèces
Selon World Catalogue of Opiliones (04/08/2021) :
- Proerginus andinus Roewer, 1947
- Proerginus lineatus Roewer, 1917

## Publication originale
- Roewer, 1917 : « 52 neue Opilioniden. » Archiv für Naturgeschichte, vol. 82, no 2, p. 90–158 (texte intégral).